# Sirosoma clavata
Sirosoma clavata är en insektsart som beskrevs av Mcatee 1933. Sirosoma clavata ingår i släktet Sirosoma och familjen dvärgstritar. Inga underarter finns listade i Catalogue of Life.